# Картиљано
Картиљано је насеље у Италији у округу Виченца, региону Венето.
Према процени из 2011. у насељу је живело 3.218 становника. Насеље се налази на надморској висини од 86 м.

## Становништво
| 1951. | 1961. | 1971. | 1981. | 1991. | 2001. | 2011. |
| ----- | ----- | ----- | ----- | ----- | ----- | ----- |
| 2.772 | 2.732 | 3.054 | 3.178 | 3.396 | 3.537 | 3.802 |